# 아프리카컵 야구 선수권 대회
아프리카컵 야구 선수권 대회는 1990년 아프리카 야구 소프트볼 협회 (ABSA) 설립 이후 생겨난 아프리카 지역 대회로 1992년 첫 대회가 개최되었다. 주로 올림픽 야구 아프리카 지역 예선이나 야구 월드컵 예선 역할을 했으며 일정하게 개최가 되지 않았다. 야구 월드컵 폐지와 올림픽 야구 종목 제외로 지역 예선 역할을 했던 이 대회 역시 근래에는 거의 열리지 않는 편이다.

## 대회 결과
| 연도 | 개최지                         |                   | 우승       | 준우승     | 3위 |
| ---- | ------------------------------ | ----------------- | ---------- | ---------- | --- |
| 1992 | 짐바브웨 하라레                | 남아프리카 공화국 | 짐바브웨   | 나이지리아 |     |
| 1993 | 남아프리카 공화국 케이프타운   | 남아프리카 공화국 | 짐바브웨   | 나이지리아 |     |
| 1995 | 짐바브웨 하라레                | 남아프리카 공화국 | 짐바브웨   | 나이지리아 |     |
| 2001 | 우간다 캄팔라                  | 남아프리카 공화국 | 나이지리아 | 우간다     |     |
| 2007 | 남아프리카 공화국 요하네스버그 | 남아프리카 공화국 | 나이지리아 | 가나       |     |
| 2019 | 남아프리카 공화국 요하네스버그 | 남아프리카 공화국 | 우간다     | 짐바브웨   |     |